# Międzynarodowy Festiwal i Konkurs Sztuki Wokalnej im. Ady Sari
Międzynarodowy Festiwal i Konkurs Sztuki Wokalnej im. Ady Sari – festiwal organizowany w Nowym Sączu od 1985 z inicjatywy Heleny Łazarskiej (do 2014 była dyrektorem artystycznym festiwalu) przy współpracy Antoniego Malczaka, początkowo jako Dni Sztuki Wokalnej im. Ady Sari. Pod obecną nazwą funkcjonuje od 2001.
Podczas festiwalu organizowany jest konkurs dla młodych śpiewaków (od 1991 ma on charakter międzynarodowy; konkursy nie odbyły się podczas festiwali w 1987 i 1990). Organizatorem jest Małopolskie Centrum Kultury SOKÓŁ, instytucja kultury województwa małopolskiego. Od 2014 dyrektorem artystycznym festiwalu jest Małgorzata Walewska.

## I edycja konkursu i festiwalu, 1985
I nagroda: Aleksandra Kucharska-Szefler – sopran
II nagroda: Andrzej Dobber – bas
III nagroda: Elżbieta Walaszczyk – sopran
wyróżnienia: Zofia Kotlicka – sopran, Zenon Kowalski – baryton, Joanna Zielińska – sopran

## II edycja konkursu i festiwalu, 1986
I nagroda: Katarzyna Suska – mezzosopran
II nagroda: Zofia Kilanowicz – sopran, Grzegorz Różycki – bas
III nagroda: Jolanta Wrożyna – sopran
wyróżnienia: I – Elżbieta Smyła-Kubiak – sopran, II – Izabela Wandzik – sopran, III – Barbara Sanejko – sopran

## III edycja konkursu (IV edycja festiwalu), 1988
I nagroda: Piotr Łykowski – kontratenor
II nagroda: Eugenia Rezler – mezzosopran
III nagroda: Daniel Kaleta – baryton
wyróżnienia: Wojciech Maciejowski – tenor, Stanisław Meus – tenor, Małgorzata Wanda Zymaniak – sopran, Leszek Skrla – baryton, Ewa Łysak-Wodziańska – sopran, Bożena Harasymowicz – sopran

## IV edycja konkursu (VI edycja festiwalu), 1991
I nagroda: Andrzej Szkurgan (Ukraina) – baryton
II nagroda: Beata Raszkiewicz – sopran
III nagroda: Barbara Dobrzańska – sopran
wyróżnienia: I – Paweł Skałuba – tenor, II – Danuta Nowak-Połczyńska – mezzosopran, III – Beata Ożelska – sopran, Adam Zdunikowski – tenor, Piotr Beczała – tenor, Urszula Kryger – mezzosopran

## V edycja konkursu (VII edycja festiwalu), 1993
I nagroda: Anna Lubańska – mezzosopran
II nagroda: Tadeusz Pszonka – tenor
IV nagrody: Kyung-Hye Choi (Korea Płd.) – sopran, Adam Żaak – baryton
wyróżnienia: Barbara Baranowska – sopran, Danuta Dudzińska-Wieczorek – sopran, Dorota Ujda – sopran

## VI edycja konkursu (VIII edycja festiwalu), 1995
I nagroda: Ja Hee Kim (Korea Płd.) – mezzosopran
II nagroda: Adrian Eröd (Austria) – baryton
III nagroda: Iwona Hossa – sopran, Antonija Kovačevič (Chorwacja) – sopran, Agnieszka Makówka – mezzosopran, Paweł Skałuba – tenor
wyróżnienia: I – Cécile Constantin (Francja) – sopran, II – Radosław Wielgus – baryton

## VII edycja konkursu (IX edycja festiwalu), 1997
I nagroda: Aleksandra Gruca-Bartczak – sopran
II nagroda: Maja Rud' (Ukraina) – sopran
III nagroda: Tomasz Kuk – tenor
IV nagroda: Jacek Janiszewski – bas
wyróżnienia: Ewa Kornas – sopran, Krzysztof Kowalewski – bas

## VIII edycja konkursu (X edycja festiwalu), 1999
I nagrody: Monika Walerowicz-Baranowska – sopran, Wojciech Gierlach – bas
II nagrody: Joanna Ruszała – sopran, Krzysztof Witkowski – baryton
III nagrody: Agnieszka Sobocińska – mezzosopran, Tomasz Krzysica – tenor
wyróżnienia: Armando Puklavec (Chorwacja) – baryton, Bogusław Bidziński – tenor

## IX edycja konkursu (XI edycja festiwalu), 2001
I nagroda: nie przyznano
II nagrody: Milijana Nikolić (Jugosławia) – mezzosopran, Klemens Geyrhofer (Austria) – baryton
III nagrody: Monika Blandyna Mych – sopran, Rafał Bartmiński – tenor
wyróżnienia: Dorota Laskowiecka – sopran, Karolina Gumoś – mezzosopran

## X edycja konkursu (XII edycja festiwalu), 2003
I nagroda: Terézia Babjakova (Słowacja) – mezzosopran
II nagrody: Petra Šimkova (Czechy) – sopran, Remigiusz Łukomski – bas, Arnold Rutkowski – tenor
III nagrody: Snežana Savičić (Serbia i Czarnogóra) – sopran, Tijl Faveyts (Belgia) – bas, Horst Lamnek (Austria) – baryton
wyróżnienia: Iwona Sobotka – sopran, Ryszard Kalus – baryton

## XI edycja konkursu (XIII edycja festiwalu), 2005
głosy żeńskie:
I nagroda: Agnieszka Tomaszewska – sopran
II nagroda: Małgorzata Olejniczak – sopran
III nagrody: Anna Noworzyn – sopran, Kyung-Jin Kim (Korea Płd.) – sopran
wyróżnienia: Joanna Ciupa – mezzosopran, Aleksandra Szafir – sopran
głosy męskie:
I nagroda: nie przyznano
II nagrody: Łukasz Rosiak – baryton, Yasushi Hirano (Japonia) – bas
III nagroda: nie przyznano

## XII edycja konkursu (XIV edycja festiwalu), 2007
głosy żeńskie:
I nagroda: Anna Simińska – sopran
II nagroda: Kamila Kułakowska – sopran
III nagroda: Rena Fujii (Japonia) – sopran
wyróżnienie: Aleksandra Kubas – sopran
głosy męskie:
I nagroda: Stanisław Kierner – bas/baryton
II nagroda: Jarosław Kitala – baryton
III nagroda: Patryk Rymanowski – bas/baryton
wyróżnienie: Dawid Różański – tenor

## XIII edycja konkursu (XV edycja festiwalu), 2009
głosy żeńskie:
I nagroda: Urška Arlič Gololičič (Słowenia) – sopran
II nagroda: Izabela Matuła – sopran
III nagroda: Ilona Krzywicka – sopran
wyróżnienie: Anna Wilk – sopran
głosy męskie:
I nagroda: nieprzyznana
II nagrody: Michał Partyka – baryton, Liudas Mikalauskas (Litwa) – bas
III nagroda: Szymon Komasa – baryton
wyróżnienia: Piotr Hruszwicki – bas, Łukasz Motkowicz – baryton

## XIV edycja konkursu (XVI edycja festiwalu), 2011
głosy żeńskie:
I nagroda: Hanna Elisabeth Müller (Niemcy) – sopran
II nagroda: nie przyznano
III nagrody: Jolanta Kowalska – sopran, Jadwiga Postrożna – mezzosopran, Agata Schmidt – mezzosporan
wyróżnienie: Marta Brzezińska – sopran
głosy męskie:
I nagroda: nie przyznano
II nagroda: nie przyznano
III nagroda: Stanisław Kuflyuk (Ukraina) – baryton
wyróżnienia: Piotr Halicki – baryton, Piotr Płuska – baryton

## XV edycja konkursu (XVII edycja festiwalu), 2013
głosy żeńskie:
I nagroda: Ewa Tracz
II nagroda: Kinga Borowska
III nagroda: nie przyznano
wyróżnienia: Klaudia Moździerz, Natalia Skrycka
głosy męskie:
I nagroda: nie przyznano
II nagroda: Andrzej Lampert
III nagroda: Łukasz Hajduczenia
wyróżnienia: Bartosz Araszkiewicz, David Beucher, Piotr Halicki

## XVI edycja konkursu (XVIII edycja festiwalu), 2015
głosy żeńskie:
I nagroda: Miriam Albano (Włochy) – mezzosopran
II nagroda: Adriana Ferfecka – sopran
III nagroda: nie przyznano
wyróżnienia: Sylwia Olszyńska – sopran, Sonia Warzyńska – sopran, Joanna Węgrzynowicz-Nowak – sopran
nagroda za najlepsze wykonanie utworu polskiego: Aleksandra Borkiewicz – sopran
nagroda za wybitne wykonanie pieśni: Aleksandra Świderek – sopran, Miriam Albano (Włochy) – mezzosopran
głosy męskie:
I nagroda: nie przyznano
II nagroda: Dariusz Perczak – baryton
III nagrody: Daniel Mirosław – bas, Adam Smith (Wielka Brytania) – tenor
wyróżnienie: Hubert Zapiór – baryton
nagroda za najlepsze wykonanie utworu współczesnego: Szymon Mechliński – baryton
nagroda za najlepsze wykonanie utworu W.A. Mozarta: Dariusz Perczak – baryton

## XVII edycja konkursu (XIX edycja festiwalu), 2017
głosy żeńskie:
I nagroda: nie przyznano
II nagroda: Mojca Bitenc (Słowenia) – sopran
III nagrody: Aleksandra Jovanović (Serbia) – sopran, Hanna Okońska – sopran
wyróżnienie: Monika Buczkowska – sopran
głosy męskie:
I nagroda: Domen Križaj (Słowenia) – baryton
II nagroda: Paweł Trojak – baryton
III nagroda: Albert Memeti – tenor
wyróżnienia: Sławomir Kowalewski – baryton, Damian Wilma – baryton
nagroda za wybitne wykonanie pieśni: Domen Križaj (Słowenia) – baryton

## XVIII edycja konkursu (XX edycja festiwalu), 2019
głosy żeńskie:
I nagroda: Gabriela Gołaszewska – sopran
II nagroda: Elwira Janasik – mezzosopran
III nagroda: Sara Shine (Irlandia) – sopran
wyróżnienie: Diana Alexe (Rumunia) – sopran
nagroda specjalna za najlepsze wykonanie utworu kompozytora urodzonego po 1950 roku: Aleksandra Borkiewicz
nagroda im. Ady Sari dla obiecującego sopranu koloraturowego: Ewelina Osowska
głosy meskie:
I nagroda: Łukasz Karauda – baryton
II nagroda: Danylo Matviienko (Ukraina) – baryton
III nagroda: nie przyznano
wyróżnienie: Chen Hongyu (Chiny) – baryton
nagroda specjalna za wykonanie cyklu pieśni: Łukasz Karauda
nagroda specjalna za wykonanie utworu polskiego: Michał Rudziński
nagroda specjalna za najlepsze wykonanie utworu Wolfganga Amadeusza Mozarta: Łukasz Karauda

## XIX edycja konkursu (XXI edycja festiwalu), 2021
głosy żeńskie: 
I nagroda: nie przyznano 
II nagroda: Ketvaan Chuntishvili (Gruzja) – sopran 
III nagroda: Maria Polańska (Polska) – mezzosopran, Andżelika Wiśniewska (Polska) – mezzosopran 
wyróżnienia: Justyna Bluj (Polska) – sopran, Olga Diadiv (Ukraina) – sopran, Zuzanna Nalewajek (Polska) – mezzosopran 
głosy męskie: 
I nagroda: nie przyznano 
II nagroda: David Roy (Polska) – baryton 
III nagroda: Stanisław Napierała (Polska) – tenor, Jakub Szmidt (Polska) – bas 
wyróżnienie: Karol Skwara (Polska) – bas

## XX edycja konkursu (XXII edycja festiwalu), 2023
głosy żeńskie:
I nagroda: nie przyznano
II nagroda: Weronika Rabek (Polska) – mezzosopran, Hyejin Lee (Korea Południowa) – sopran
III nagroda: Celine Mun (Korea Południowa) – sopran
wyróżnienie: Iryna Haich (Ukraina)  – mezzosopran
głosy męskie:
I nagroda: Chao Liu (Chiny) – baryton
II nagroda: Liang Wei (Chiny) – tenor
III nagroda: nie przyznano
wyróżnienie: Adrian Janus (Polska) – baryton

## XXI edycja konkursu (XXIII edycja Festiwalu), 2025
I nagroda: Mariana Poltorak (Ukraina) – sopran
II nagroda: Jessica Seo Jin Lee (Korea Południowa) – sopran, Etina Emilija Saulite (Łotwa) – sopran
III nagroda: Artur Garbas (Polska)
wyróżnienia: Mariya Medetova (Kazachstan) – sopran, Viktoriia Shamanska (Ukraina) – sopran